# When the Saints Go Marching In
When the Saints Go Marching In, eller kort The Saints, är en amerikansk kristen hymn eller spiritual som blivit en jazzstandard. Sången har sitt ursprung i den amerikanska södern där den spelades av orkestern i begravningstågen - långsamt och sorgesamt på vägen till begravningsplatsen och glatt och livligt på vägen tillbaka. Speciellt gjordes så i New Orleans och den kallas ofta för stadens (inofficiella) "nationalsång".. Dess upphovsman är okänd, men den tillskrivs ofta, felaktigt, de pennsylvanska metodistprästerna Katharine Purvis (text) och James Milton Black (musik), eftersom de skrev en hymn "When the Saints Are Marching In" 1896.
"When the Saints Go Marching In" spelades först in av Paramount Jubilee Singers i november 1923 som "When All the Saints Come Marching In" (och släpptes 1924: Paramount 12073).
Under 1920-talet spelades låten sedan in av ett flertal artister under diverse namn som "When the Saints Go Marching Home", "When the Saints Come Marching In", "When the Saints Go Marching Through" och, ibland, även som "When the Saints Go Marching In".
I tryckt form publicerades "When the Saints Go Marching In" först av Edward Boatner i dennes Spirituals Triumphant – Old and New 1926. Boatner uppgav sig själv som upphovsman och fick copyright 1928, som han senare inte hävdade.
I jazzform spelades den först in av Louis Armstrong and his Orchestra den 13 maj 1938 på Decca, med, förutom Armstrong själv, Shelton “Scad” Hemphill (trumpet), J.C. Higginbotham (trombon), Rupert Cole (altsax), Charlie Holmes (altsax), Bingie Madison (tenorsax), Luis Russell (piano), Lee Blair (gitarr), Pops Foster (bas) och Paul Barbarin (trummor). Troligen är det Midge Williams som är försångare. Decca släppte dock inte inspelningen förrän i januari 1939, och då som B-sida till "As Long As You Live You'll Be Dead If You Die" (Decca 2230 (USA), F-7056 (UK)). Mot slutet av 1940-talet började Armstrong att uppföra låten vid alla sina spelningar, vilket ledde till att den fick ett nytt uppsving på 1950-talet - då den även tog sig in i den nya Rock & Roll-musiken.
Den har spelats in av ett stort antal band och artister, bland vilka kan nämnas: The Weavers (1951), Mahalia Jackson (1954), Bill Haley (1955), Fats Domino (1957), Ella Fitzgerald (med Louis Armstrong 1958), Jerry Lee Lewis (1958), Tony Sheridan (1962, ackompanjerad av "The Beat Brothers" - de blivande The Beatles), Judy Garland (1965), Elvis Presley (1966 och, med Jerry Lee Lewis och Carl Perkins, 1990), Little Richard (1972), Ike and Tina Turner (1974), James Brown (1975), Flamingokvintetten (1975), Van Morrison (1989), Bruce Springsteen (2007) och B.B. King (2008).

## Övrigt
Louis Armstrongs inspelning från 1938 valdes in i Library of Congress National Recording Registry 2020.
Sången sjungs ofta av fotbollsfans, med ordet "saints" utbytt mot lagets namn eller smeknamn, till exempel Southampton FC ("Saints"), Liverpool FC ("Reds") och Tottenham Hotspur FC ("Spurs").
Sången har bidragit till namnet på New Orleans Saints (grundad på Alla helgons dag, "All saints day", 1966) och den spelas/sjungs vid lagets hemmamatcher.
Etta James sjöng "When the Saints Go Marching In" vid invigningsceremonin för Olympiska sommarspelen 1984 i Los Angeles.
Hälsinge flygflottilj använder "When the Saints Go Marching In" som regementsmarsch.